# 林邊庄

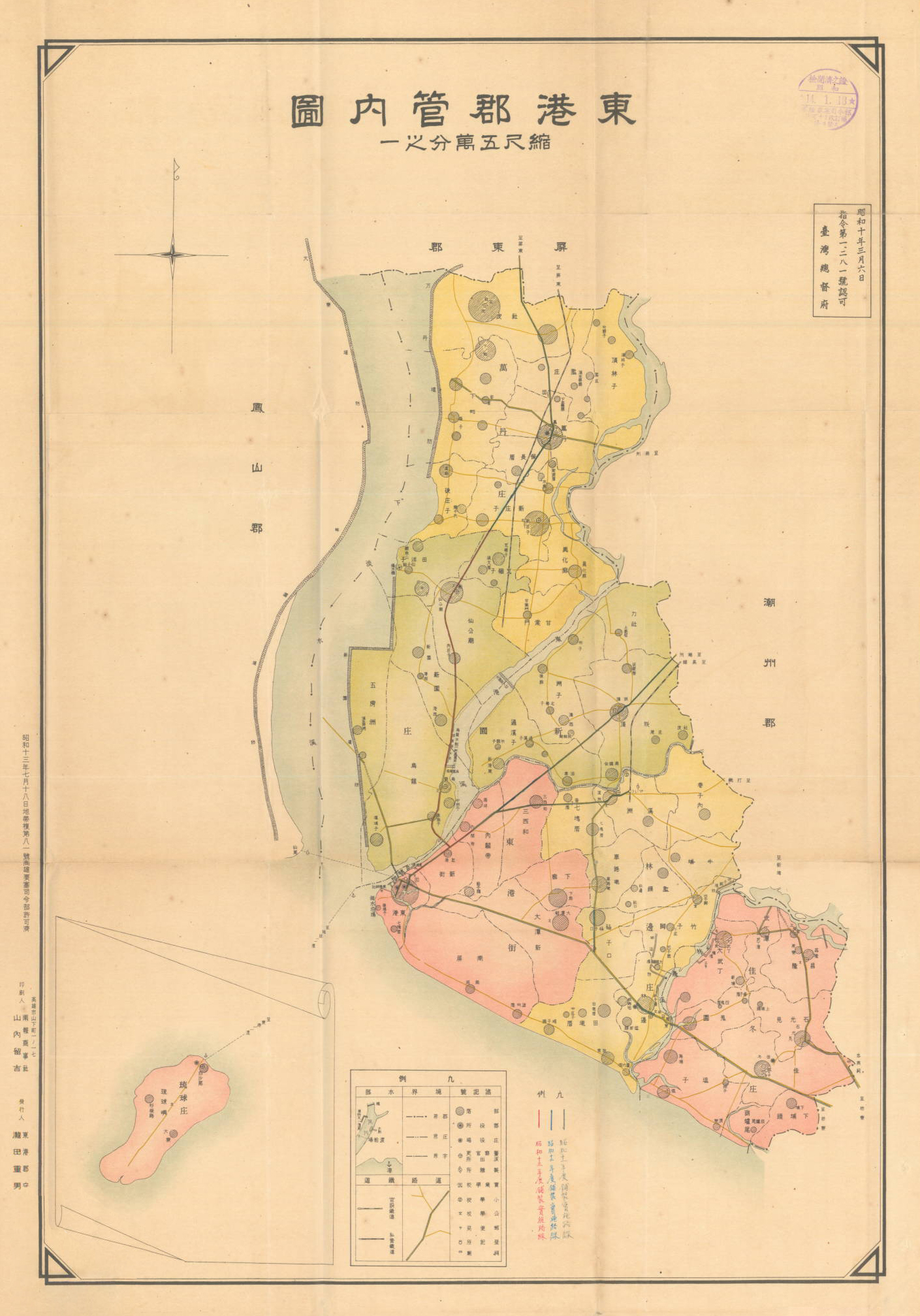
東港郡管內圖

林邊庄為臺灣日治時期1920年至1945年間存在之行政區，轄屬高雄州東港郡。今屏東縣林邊鄉及南州鄉。

## 行政區劃
林邊地區在清代屬港東中里，在1897年5月隸屬於「鳳山縣東港辨務署」。1898年6月18日，鳳山縣併入「臺南縣」。1900年11月15日，林邊地區分為「林仔邊區、七塊厝區、東港區」。1901年11月11日，臺灣的行政區劃改為二十廳，臺南縣被裁撤，阿猴、東港辨務署合併為阿猴廳，林邊地區隸屬於「阿猴廳東港支廳」。1904年4月13日，阿猴廳將原有街庄整併。1905年3月，阿猴廳改稱「阿緱廳」。林邊地區在1910年的劃分如下：
- 七塊厝區（區長役場在溪洲庄）
  - 港東中里：巷仔內庄、溪洲庄、車路墘庄、七塊厝庄
- 林仔邊區（區長役場在竹仔脚庄）
  - 港東中里：林仔邊庄、田墘厝庄、(石亟)仔口庄、竹仔脚庄、濫頭庄、牛埔庄

1919年10月8日，林仔邊區長役場搬到林仔邊庄。1920年10月1日，原堡里鄉澚之行政區廢除，街庄社改為大字，「林仔邊」改稱「林邊」，而上述街庄合併為高雄州東港郡林邊庄，轄域內分為林邊、田墘厝、(石亟)子口、竹子脚、溪洲、車路墘、七塊厝、濫頭、牛埔、巷子內等10個大字；田墘厝大字下有「田墘厝」、「放索」小字名。
二戰後，林邊庄改為「高雄縣東港區林邊鄉」。1950年10月1日，改為「屏東縣林邊鄉」。1951年3月1日，溪洲、車路墘、七塊厝、濫頭、牛埔、巷子內獨立組成「南州鄉」。
| 1900年   | 1900年   | 1900年                                                 | 1920年 | 1920年     | 現在   |
| 堡里     | 區       | 街庄社                                                 | 街庄   | 大字       | 鄉鎮   |
| -------- | -------- | ------------------------------------------------------ | ------ | ---------- | ------ |
| 港東中里 | 林仔邊區 | 林仔邊街、八甲頭庄、檳榔宅庄、薄岸頭庄、塭岸頭庄       | 林邊庄 | 林邊       | 林邊鄉 |
| 港東中里 | 林仔邊區 | 田墘厝庄、崎仔頭庄、塭尾庄、中庄仔庄、蘆竹塭庄、放索庄 | 林邊庄 | 田墘厝     | 林邊鄉 |
| 港東中里 | 林仔邊區 | (石亟)仔口庄、南埔庄                                   | 林邊庄 | (石亟)子口 | 林邊鄉 |
| 港東中里 | 林仔邊區 | 竹仔腳庄、檨仔腳庄、凹仔底庄、大堀頭庄、芋埔庄、下庄   | 林邊庄 | 竹子脚     | 林邊鄉 |
| 港東中里 | 七塊厝區 | 濫頭庄、社口庄、社邊庄                                 | 林邊庄 | 濫頭       | 南州鄉 |
| 港東中里 | 七塊厝區 | 牛埔庄、三千庄                                         | 林邊庄 | 牛埔       | 南州鄉 |
| 港東中里 | 七塊厝區 | 溪洲庄、崙仔頂庄                                       | 林邊庄 | 溪洲       | 南州鄉 |
| 港東中里 | 七塊厝區 | 車路墘庄                                               | 林邊庄 | 車路墘     | 南州鄉 |
| 港東中里 | 七塊厝區 | 溪底庄、頂廍庄、古山庄、什花庄、巷仔內庄               | 林邊庄 | 巷子內     | 南州鄉 |
| 港東中里 | 七塊厝區 | 七塊厝庄                                               | 林邊庄 | 七塊厝     | 南州鄉 |
| 港東中里 | 東港區   | 番仔厝庄                                               | 林邊庄 | 七塊厝     | 南州鄉 |

## 區、庄長
- 林仔邊區長
  - 阮達天：1910~1920年
- 七塊厝區長
  - 黃得：1910~1920年
- 林邊庄長
  - 黃添福：1920~1928年
  - 阮朝江：1929~1932年
  - 有川貞治：1933~1934年
  - 鄭如南：1935~1938年（曾任林邊公學校訓導）
  - 和田寅次：1939~1940年（原任鳳山郡役所警察課警部，後任大寮庄長）
  - 川畑清次：1941~1945年（曾任崁頂公學校訓導）[6]

## 設施

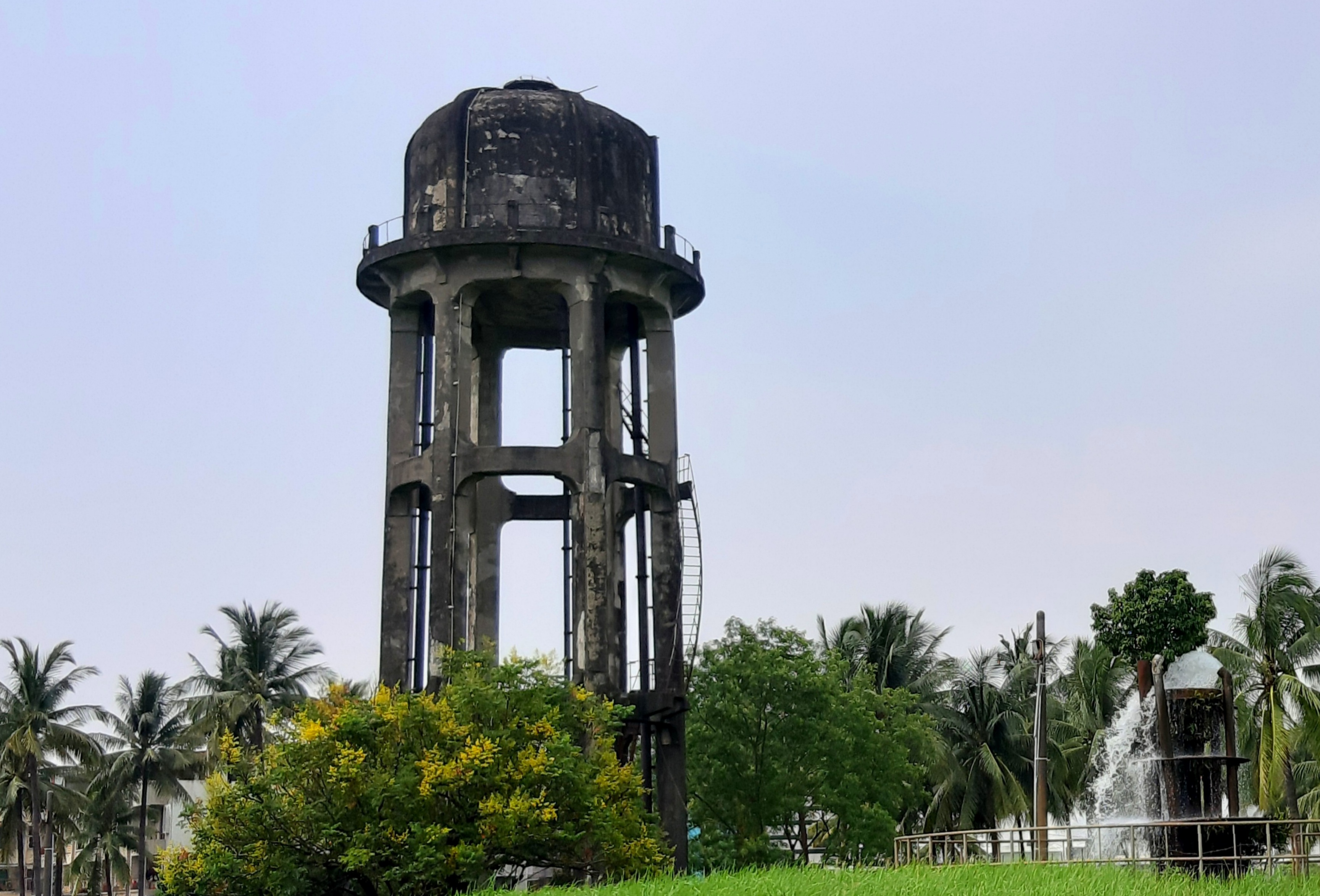
東港水源地水塔 (歷史建築)

- 林邊庄役場：在林邊577-2番地林邊庄役場
- 林邊郵便局

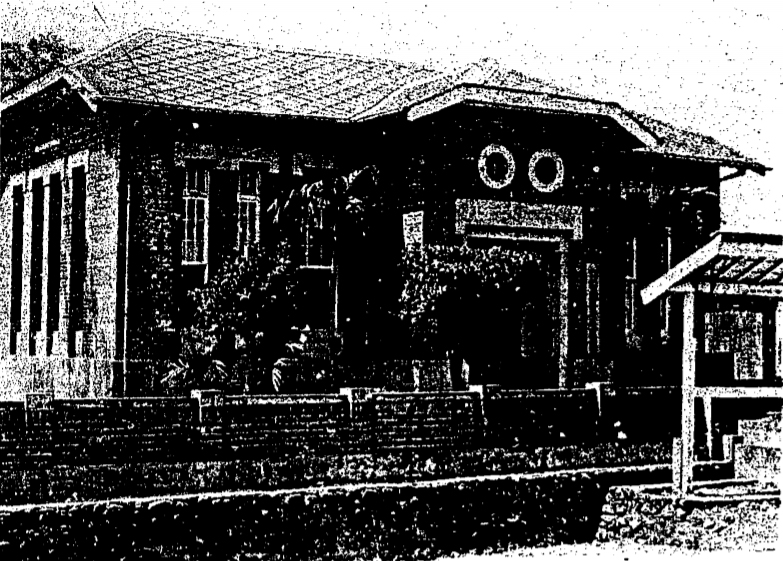
林邊庄役場

- 溪洲尋常小學校→溪洲國民學校（今溪北國小）溪北國小舊校舍
- 溪洲公學校→溪洲西國民學校（今南州國小）
- 林邊公學校→林邊國民學校（今林邊國小）

溪北國小舊校舍

- 竹子腳公學校→竹子腳國民學校（今竹林國小）

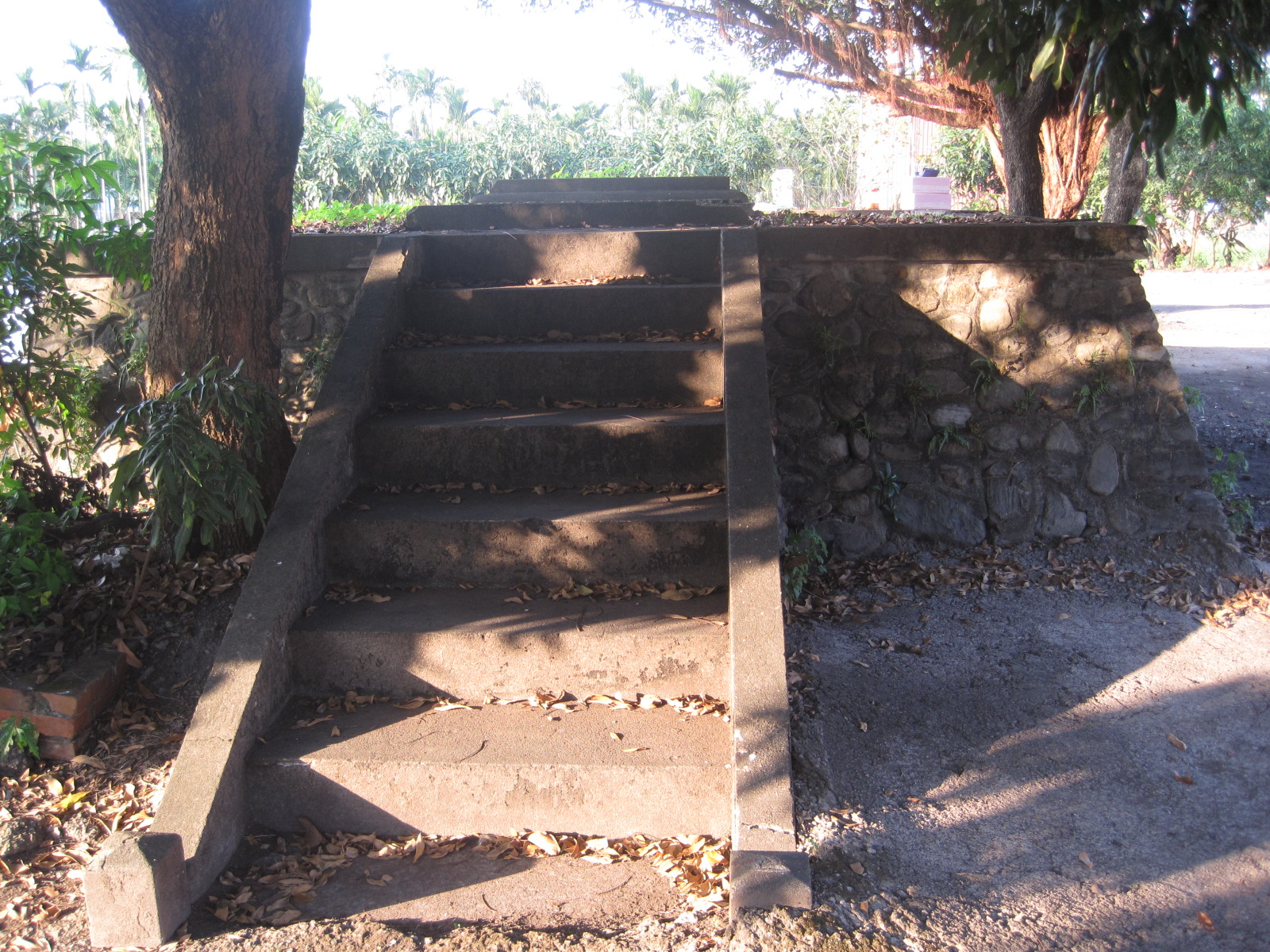
糖廠內的「溪州社」遺跡

- 林邊信用組合（今林邊鄉農會）
- 臺灣製糖東港製糖所（南州糖廠）糖廠內的「溪州社」遺跡
- 東港水源地東港水源地水塔 (歷史建築)
- 鐵道潮州線
  - 溪洲驛
  - 社邊驛
  - 林邊驛